# Wolpertswende
Wolpertswende ist eine Gemeinde in Oberschwaben im Landkreis Ravensburg in Baden-Württemberg.

## Geographie

### Geographische Lage
Die Gemeinde liegt am Nordwestrand des Altdorfer Waldes im Schussental und rund zehn Kilometer nordwestlich der Großen Kreisstädte Ravensburg und Weingarten. Der Ortsteil Wolpertswende liegt auf einer Anhöhe, von der man das Schussental überblickt.

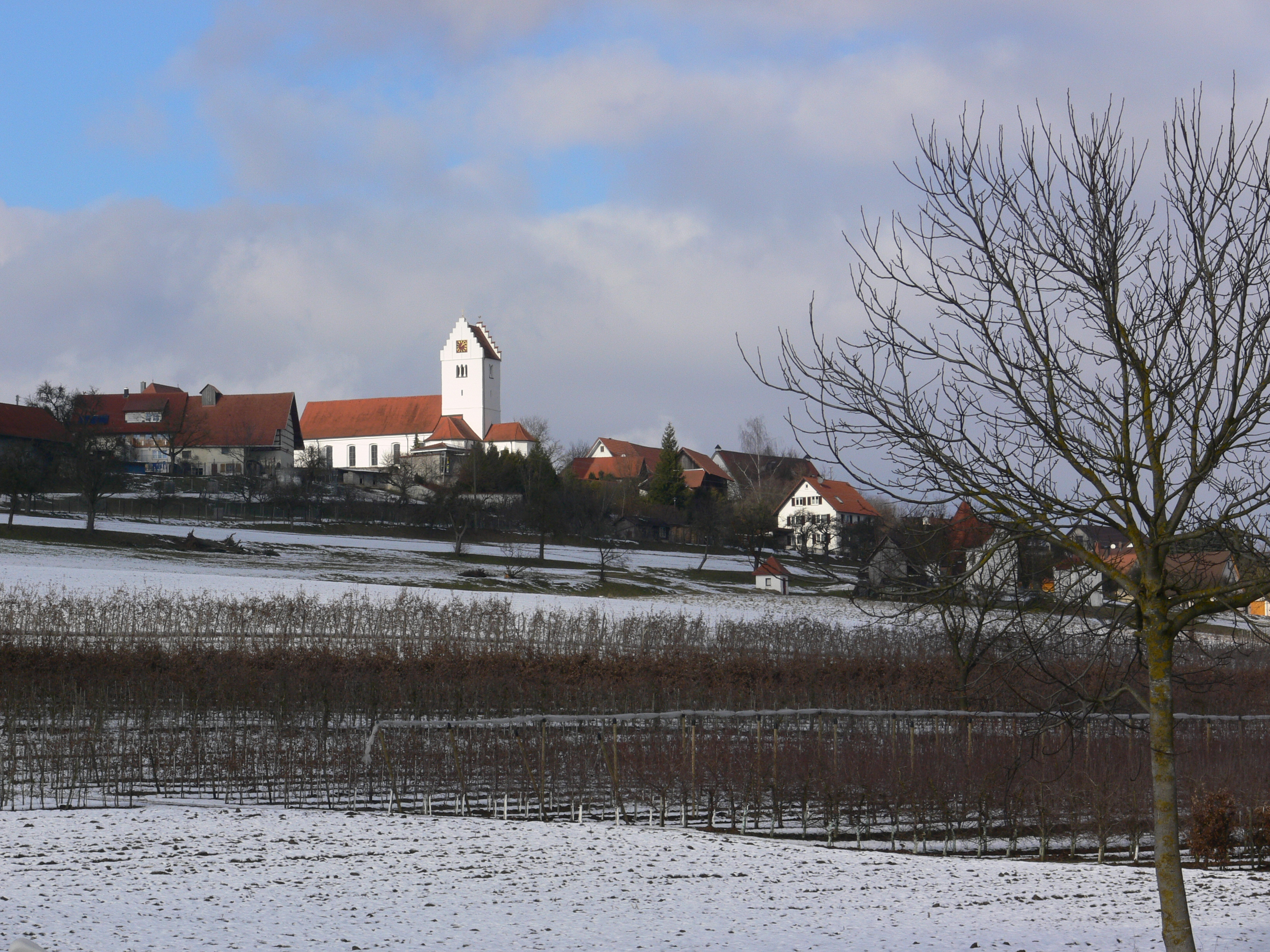
Wolpertswende mit Pfarrkirche St. Gangolf

### Nachbargemeinden
Angrenzende Gemeinden sind von Norden Aulendorf, Bad Waldsee, Baindt, Fronreute und Altshausen (alle Landkreis Ravensburg).

### Gemeindegliederung
Die Gemeinde Wolpertswende besteht neben dem namengebenden Ortsteil Wolpertswende und dem größten Ortsteil Mochenwangen aus den weiteren Ortsteilen Bruggen, Haller, Hatzenturm, Niedersweiler, Moosehren, Segelbach, Steinhausen und Vorsee.

## Geschichte

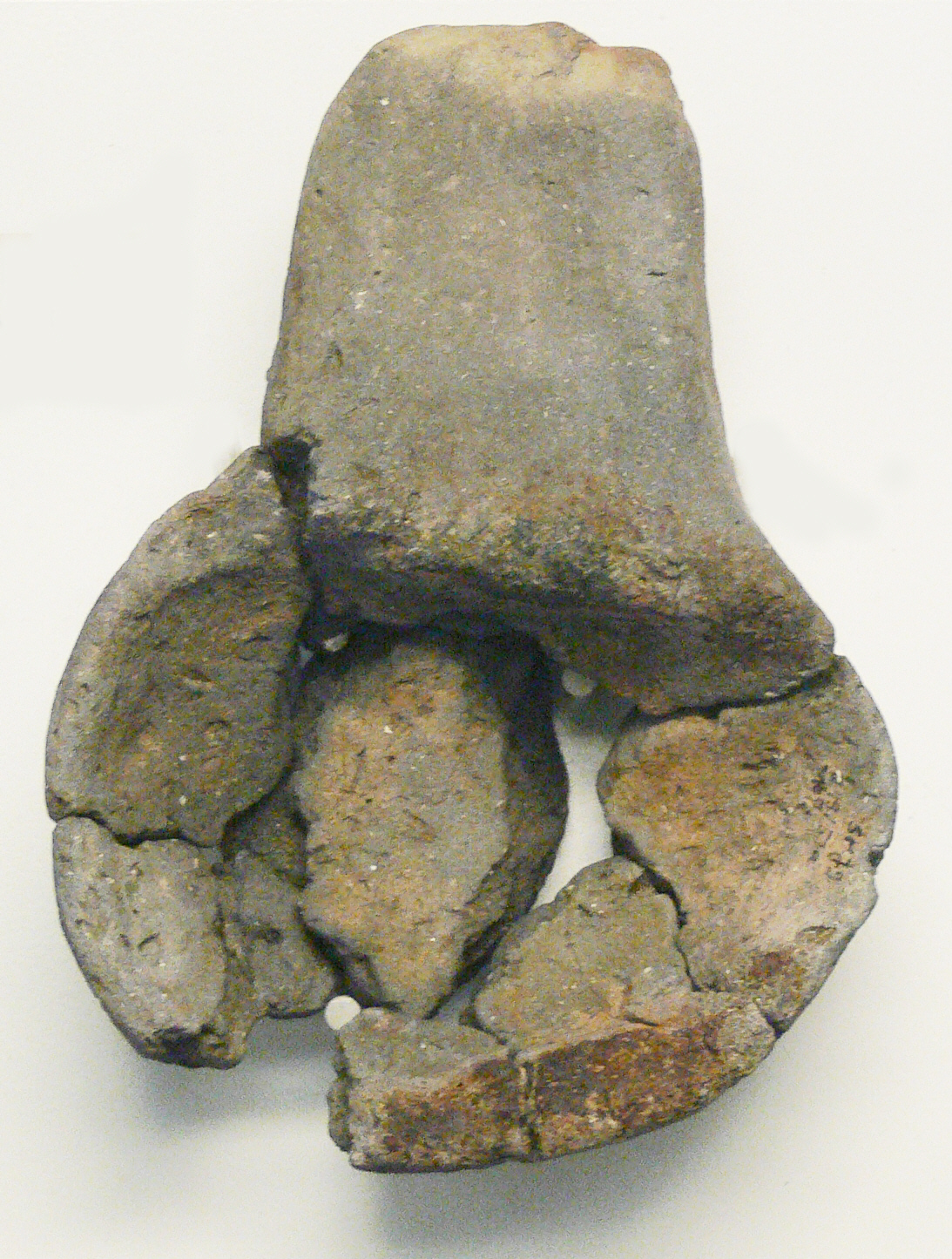
Gusstiegel, gefunden am Schreckensee

Auf dem heutigen Gemeindegebiet sind steinzeitliche Siedlungen am Schreckensee nachgewiesen. Wie am Illmensee und am Federsee wurden Gegenstände der so genannten Pfyn-Altheimer Gruppe gefunden, die ein räumliches Bindeglied zwischen der Pfyner Kultur (Schweiz/Bodensee) und der Altheimer Kultur an der Iller darstellt.
Die Fundstelle befindet sich auf einer Halbinsel im Schreckensee und enthält die einzige umfassende Stratigraphie Oberschwabens vom Jungneolithikum bis in die Frühbronzezeit („Pfyn-Altheimer-Gruppe Oberschwabens“, „Horgener Kultur“, „Goldberg-III-Gruppe“ und Frühbronzezeit). Das bislang gefundene organische Material ist vorzüglich erhalten.
Der Ortsteil Segelbach wurde 809, Wolpertswende selbst 934 erstmals erwähnt, als der Heilige Konrad, damals Bischof von Konstanz, verschiedene Besitzungen mit seinem Bruder tauschte. Im Mittelalter sind Herren von Mochenwangen mit einer eigenen, inzwischen verfallenen Burg, erwähnt.
Um 1200 ging das Gebiet an die Herren von Fronhofen. Sie verkauften Wolpertswende in der zweiten Hälfte des 14. Jahrhunderts an das Ravensburger Heilig-Geist-Spital. Im Dreißigjährigen Krieg erlitt Wolpertswende, das verkehrsgünstig an einer alten Römerstraße liegt, schwerste Zerstörungen – die Einwohnerschaft des Ortsteils Vorsee verringerte sich beispielsweise von 1618 bis 1648 von über 100 auf 7 Personen.
Das Gebiet um Wolpertswende und Mochenwangen kam 1802 an das Kurfürstentum Bayern. Auf Grund des Grenzvertrags von 1810 gingen die Gebiete vom Königreich Bayern an das Königreich Württemberg und wurden dem Oberamt Ravensburg zugeordnet. Der Bau der Württembergischen Südbahn brachte 1849 mit dem Bahnhof Mochenwangen den Anschluss an das Netz der Württembergischen Eisenbahn.
Bei der Kreisreform während der NS-Zeit in Württemberg gelangte Wolpertswende 1938 zum Landkreis Ravensburg. 1945 wurde Wolpertswende Teil der Französischen Besatzungszone und kam somit zum neu gegründeten Land Württemberg-Hohenzollern, welches 1952 im Land Baden-Württemberg aufging. 1989 wurde der Bahnhof Mochenwangen geschlossen.

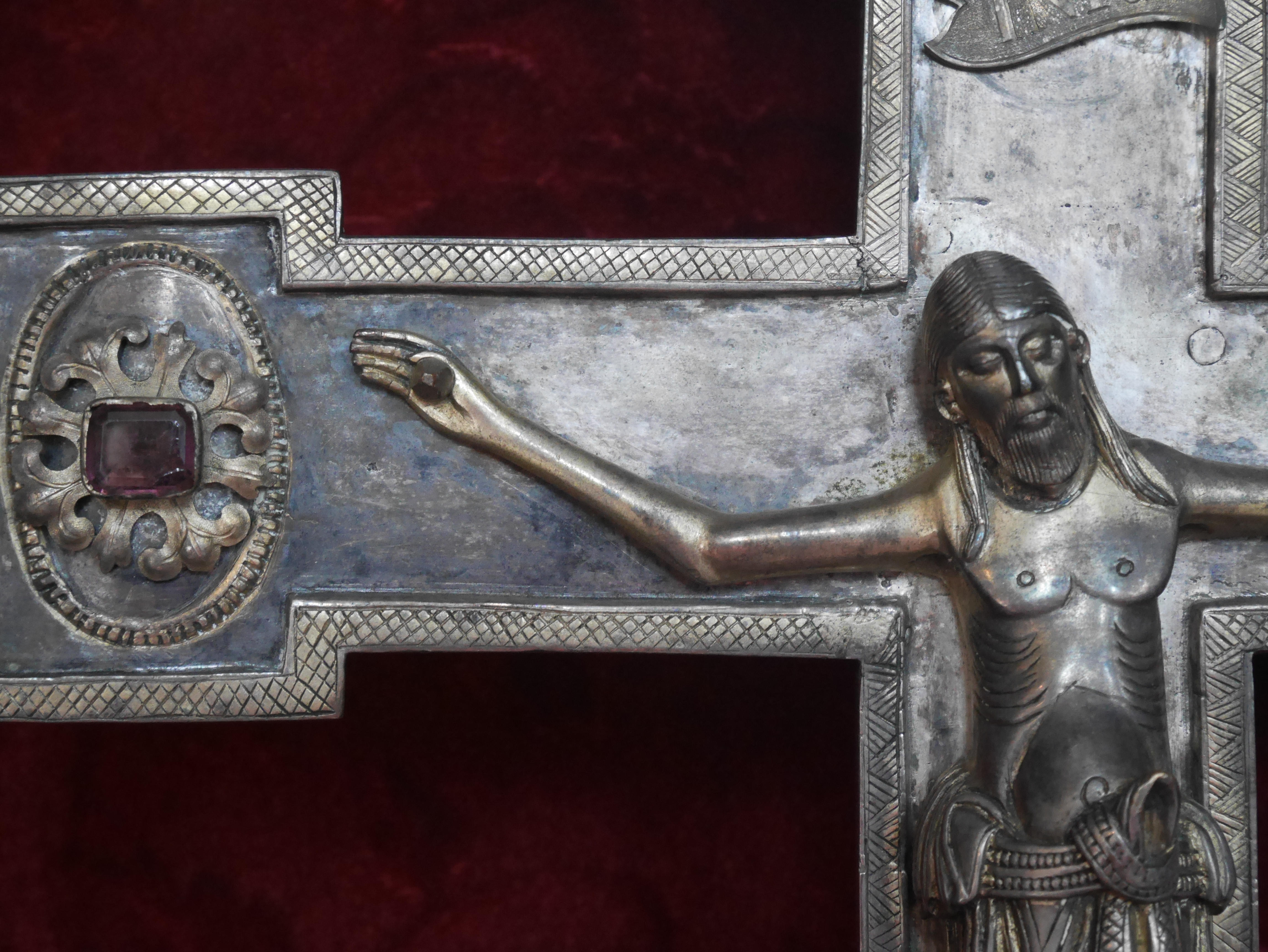
Gangolfskreuz (St. Gangolf Wolpertswende) Detail

## Religionen
Wolpertswende ist wie das gesamte Umland römisch-katholisch geprägt. Die Gemeinde ist Sitz der Pfarrei St. Gangolf in Wolpertswende und der Pfarrei Mariä Geburt in Mochenwangen, die beide zum Dekanat Ravensburg gehören.
Die 1973 selbständig gewordene evangelische Kirchengemeinde Mochenwangen umfasst das Gebiet der politischen Gemeinden Wolpertswende und Fronreute. Sie gehört zum Dekanat Ravensburg und hat 613 Gemeindeglieder in Wolpertswende sowie 625 Gemeindeglieder in Fronreute (Stand: 2004).

## Politik

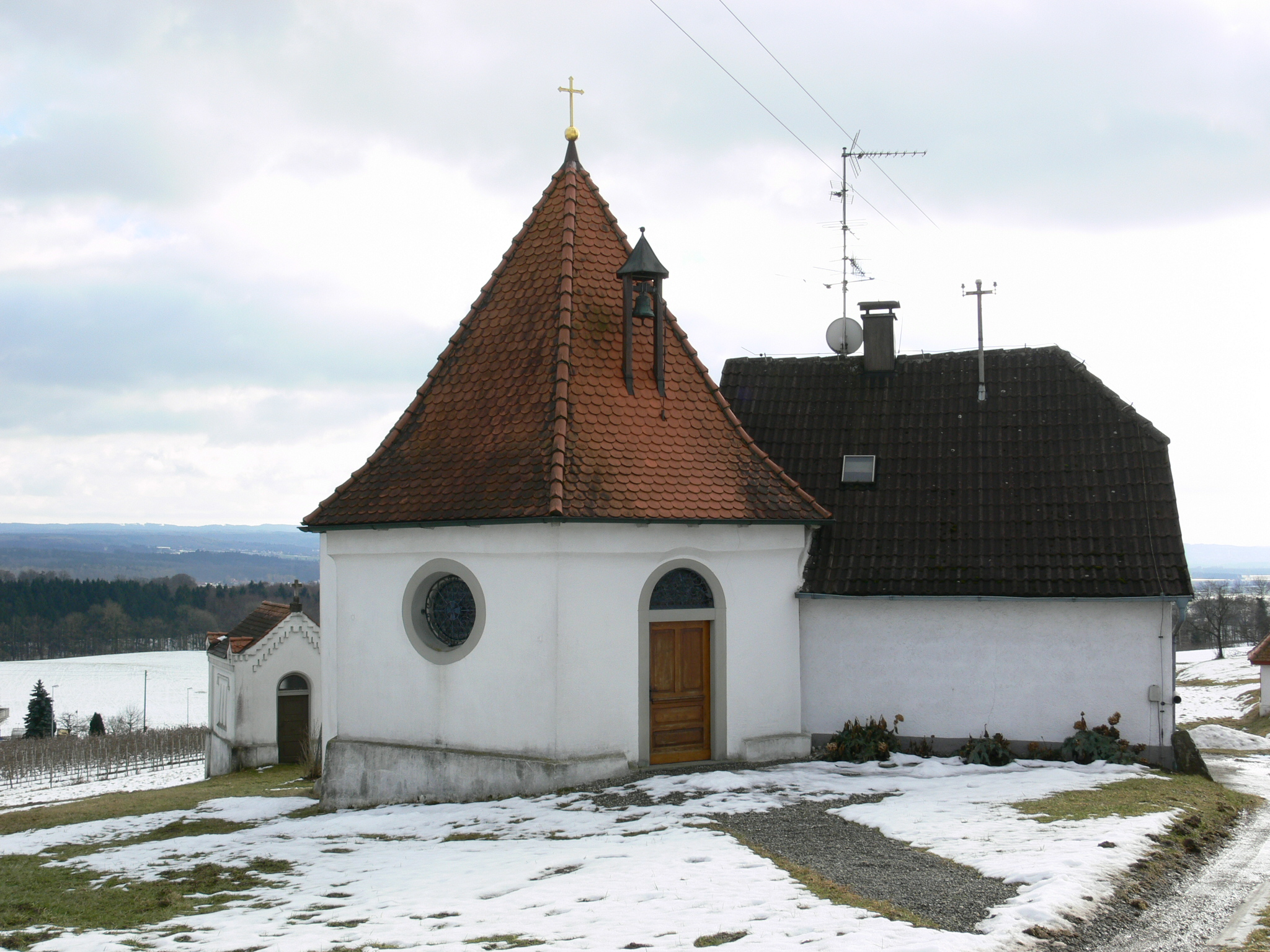
Wolpertswende, Gangolfkapelle

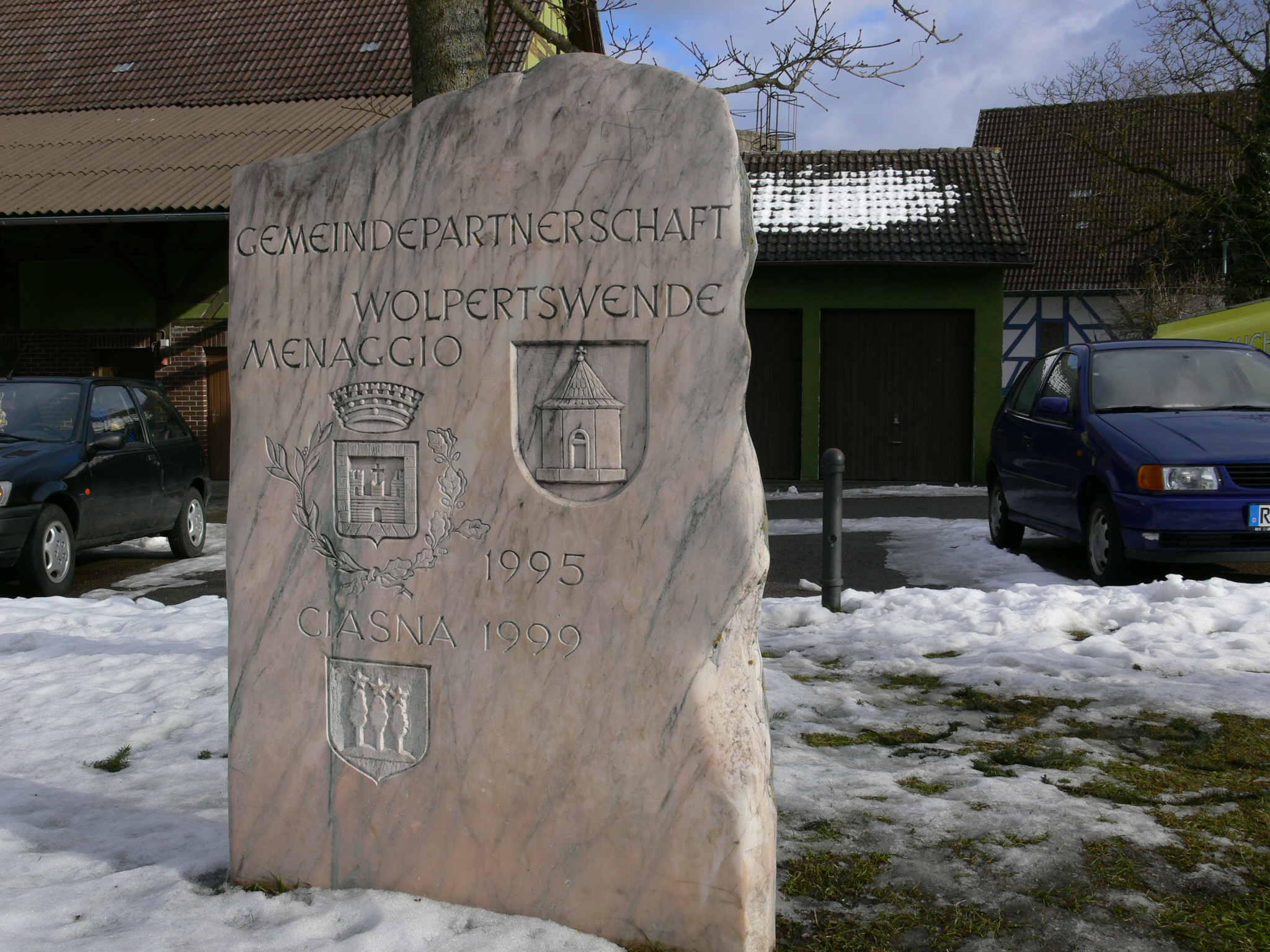
Wolpertswende, Gedenkstein mit Partnergemeinden

### Gemeinderat
Der Gemeinderat in Wolpertswende besteht aus den 14 gewählten ehrenamtlichen Gemeinderäten und dem Bürgermeister als Vorsitzendem. Der Bürgermeister ist im Gemeinderat stimmberechtigt.
Die Kommunalwahl am 9. Juni 2024 führte zu folgendem Ergebnis: Die Wahlbeteiligung lag bei 65,49 %.
| Liste                         | Wähler  | Sitze |
| Unabhängige Wählervereinigung | 52,04 % | 7     |
| wolpertsWENDE                 | 25,45 % | 4     |
| CDU                           | 19,39 % | 3     |
| Mensch, Natur, Umwelt (MNU)   | 3,12 %  | 0     |

### Bürgermeister
Seit 2010 ist Daniel Steiner (CDU) Bürgermeister von Wolpertswende. Am 4. Februar 2018 wurde er mit 95,1 Prozent der gültigen Stimmen für eine zweite Amtszeit gewählt.

### Verwaltungsverband
Die Gemeinde ist Sitz des Gemeindeverwaltungsverbands Fronreute-Wolpertswende.

### Wappen
| Wappen der Gemeinde Wolpertswende | Blasonierung: „In Blau eine silberne (weiße) Kapelle (polygonaler Zentralbau) mit rotem Kegeldach und schwarzem Kreuz auf der Spitze.“ |
| Wappen der Gemeinde Wolpertswende | Wappenbegründung: Der Gemeinderat hat am 30. Juli 1930 beschlossen, eine vereinfachte Darstellung der örtlichen Gangolfkapelle in das Gemeindewappen aufzunehmen. Die Farben wurden 1935 festgelegt. Dem heiligen Gangolf ist nicht nur diese über einer Quelle erbaute Kapelle, sondern auch die Pfarrkirche von Wolpertswende geweiht. |

### Partnerschaften
Die Gemeinde unterhält partnerschaftliche Beziehungen zu:
- Menaggio am Comer See, Italien, seit 1995
- Ciasna in Oberschlesien, Polen, seit 1999

## Kultur und Sehenswürdigkeiten

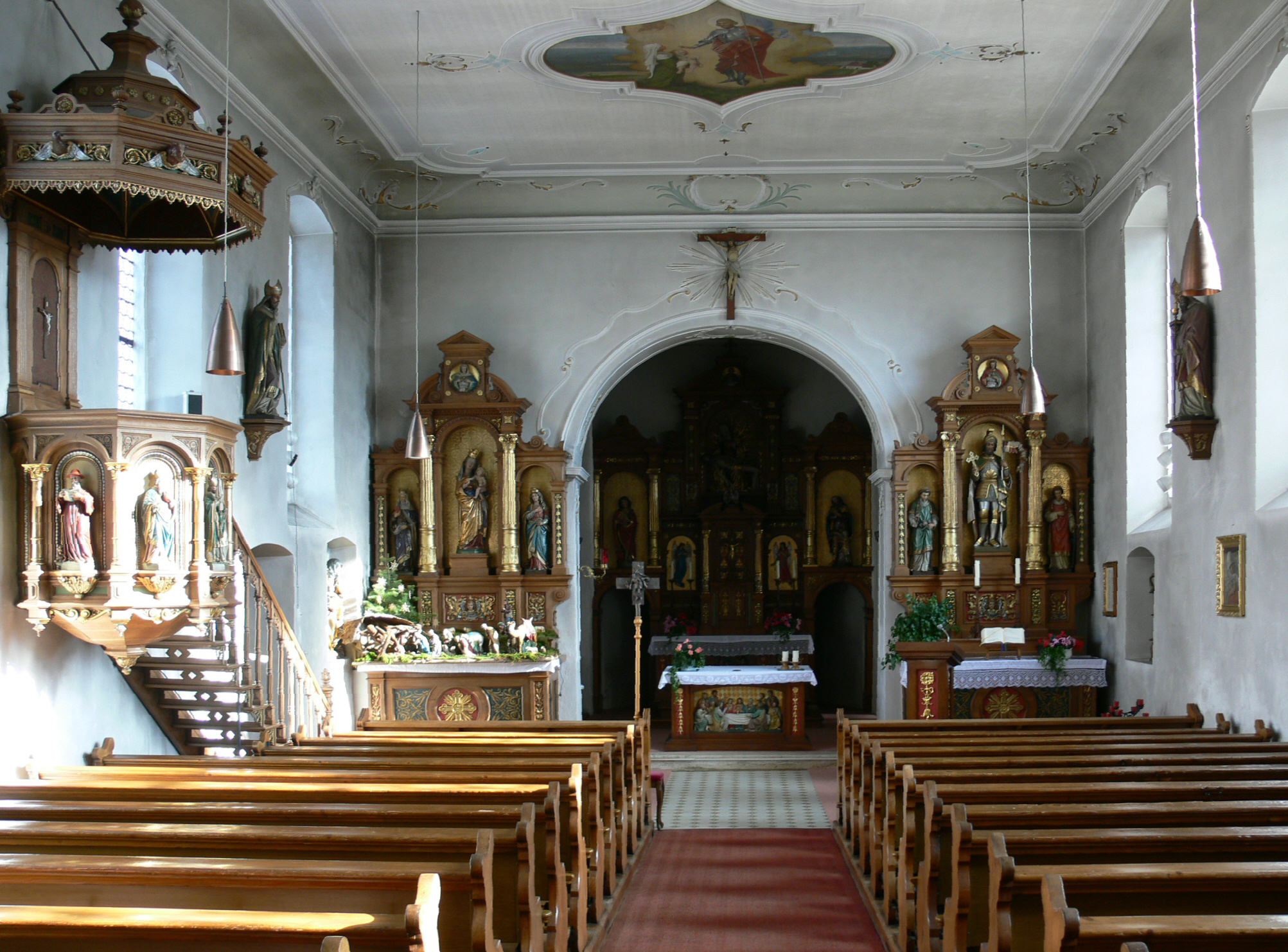
Wolpertswende, Inneres der Pfarrkirche St. Gangolf

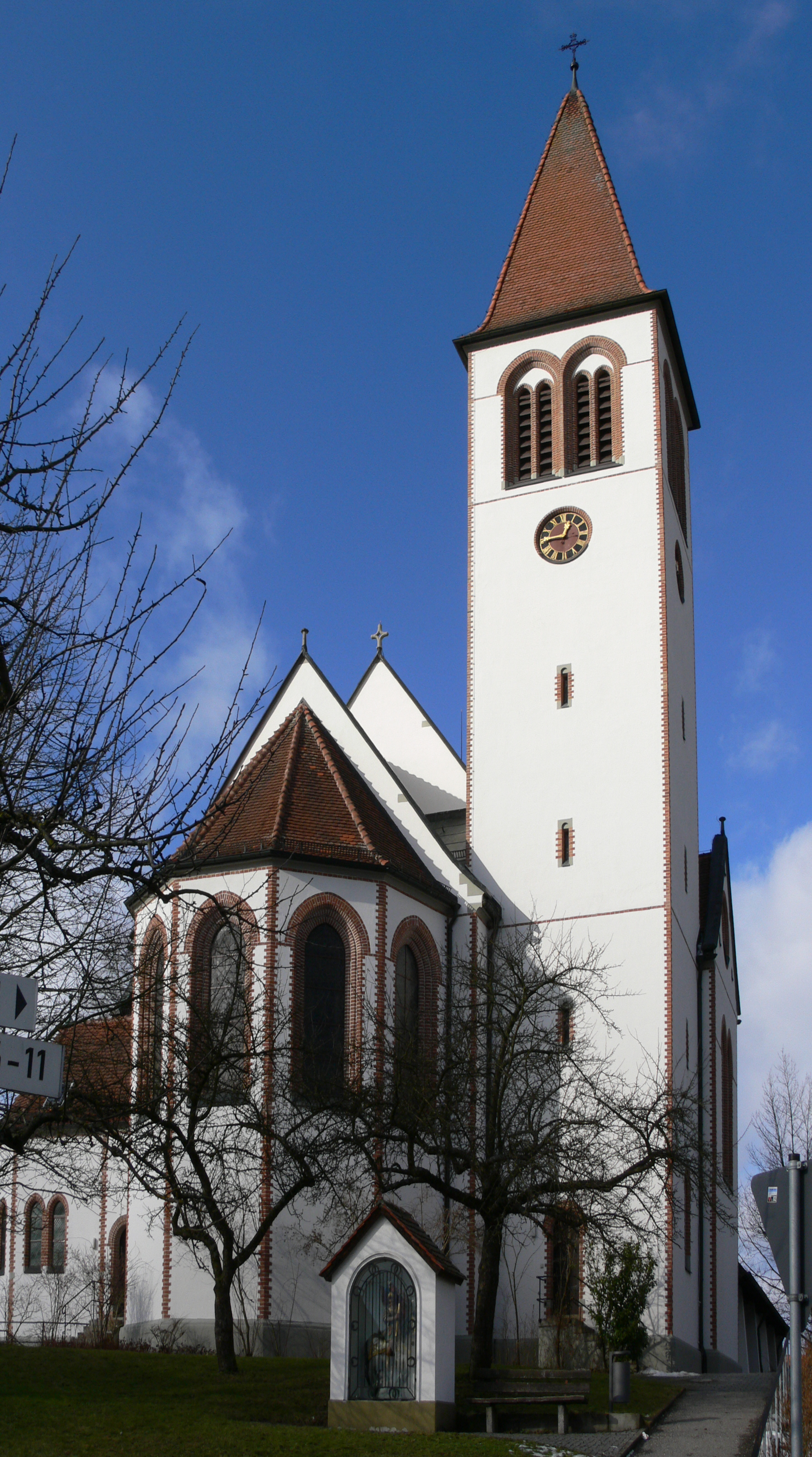
Mochenwangen, Pfarrkirche Mariä Geburt

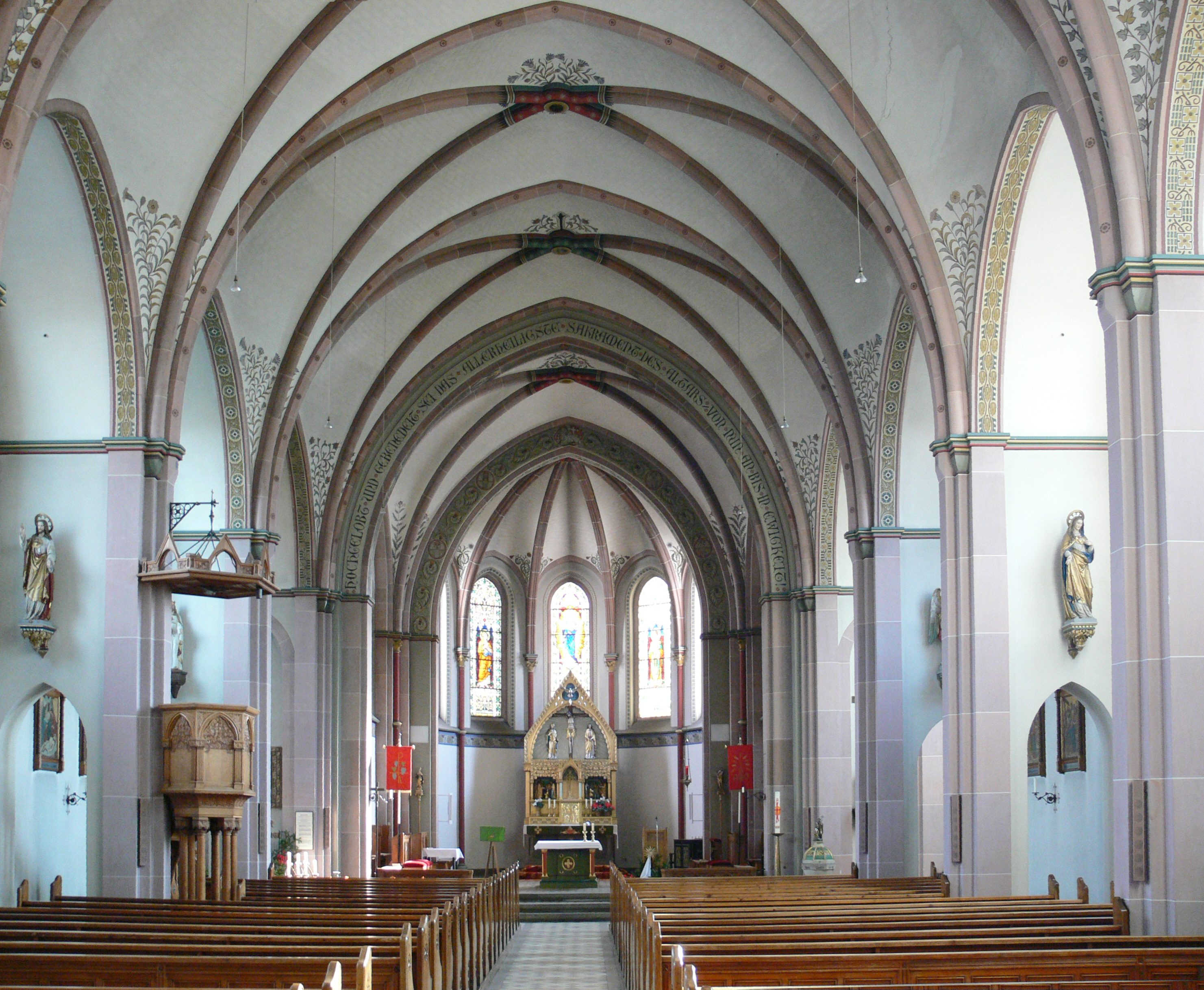
Mochenwangen, Pfarrkirche Mariä Geburt

### Kulturelle Angebote
Der Kulturbeirat „Alte Kirche“ veranstaltet Ausstellungen, Konzerte, Lesungen und Theateraufführungen für Kinder in der Alten Kirche in Mochenwangen.
Die Musikvereine Wolpertswende und Mochenwangen spielen bei weltlichen und kirchlichen Anlässen in der Gemeinde und der Umgebung. Ebenso ist der Fanfarenzug „Kakadu“ musikalisch und mit jährlichen Theateraufführungen aktiv.
Seit 1985 gestaltet der Narrenverein Hatzaleit e. V. die Fasnetszeit mit.

### Sehenswürdigkeiten in Wolpertswende
- Hatzenturm, 18 m hoher mittelalterlicher Wohnturm der Herren von Wolpertswende, erbaut 1128
- Gangolfkapelle, erbaut wohl im Mittelalter, im Dreißigjährigen Krieg zerstört, in heutiger Form 1705 geweiht, mit barockem Altar
- denkmalgeschützte Pfarrkirche St. Gangolf, mit spätgotischen Holzplastiken sowie historistischen Altären von Moriz Schlachter und dem romanischen Gangolfskreuz, das als Prototyp romanischer Bronzekunst in Süddeutschland gilt. Es entstand in der Zeit um 1130.
- Pfarrhaus

### Sehenswürdigkeiten in Mochenwangen
- Pfarrkirche Mariä Geburt: Die auch „Schussentaldom“ genannte Kirche mit einem 40 m hohen Turm ist ein gut erhaltenes „Gesamtkunstwerk“ des späten Historismus. Erbaut wurde die Pfarrkirche 1903–1904 in neugotischem Stil von Joseph Cades. Die Altäre stammen von Theodor Schnell d. J., die Kanzel und ein Marienrelief über dem „Frauenportal“ von Moriz Schlachter. Die Ausmalung von Anton Ettle von 1921 zeigt Elemente des Jugendstils und des Art déco. Das Mosaikbild „Der einladende Christus“ über dem Haupteingang wurde 1914 von der Innsbrucker Werkstatt Neubauer gefertigt.
- Alte Kirche, 1719 erbaut, mehrfach umgestaltet, heute Begegnungsstätte/Veranstaltungsraum
- Evangelische Kirche, 1891 erbaut, in unmittelbarer Nähe zur Papierfabrik, im Park Grabanlage der Fabrikantenfamilie Müller[8]
- Fabrikantenvilla auf dem Gelände der Papierfabrik

### Schutzgebiete
- Mochenwanger Wald, Ausläufer des Altdorfer Waldes
- Seen der Blitzenreuter Seenplatte, darunter auf Gemeindegebiet der Vorsee
- Naturschutzgebiete „Dolpenried“, „Dornacher Ried mit Häckler Ried, Häckler Weiher und Buchsee“ und „Schreckensee“

### Sport
- Der Sportverein SV Mochenwangen e. V. wurde 1920 gegründet. Von 1996 bis zum Abstieg im Jahr 2000 spielte die Fußballmannschaft des Vereins in der damals fünfthöchsten deutschen Spielklasse, der Verbandsliga Württemberg; derzeit (2023) spielt sie in der Bezirksliga Bodensee.
- Der Tennisclub TC Mochenwangen e. V. hat rund 260 Mitglieder und betreibt eine Clubanlage in Mochenwangen.
- Der Radfahrverein RV Concordia Mochenwangen feiert im Jahr 2014 sein 100-jähriges Bestehen. Er ist aktiv im Bereich Kunstradfahren und bietet zusätzlich eine Showgruppe und Radtreffs an.
- Der Sportverein SV Wolpertswende 1956 bietet Turnen, Fußball und Volleyball. Die Fußballmannschaft spielt in der Kreisliga B (Stand: 2013).
- Tischtennisverein Wolpertswende-Mochenwangen.

## Wirtschaft und Infrastruktur

### Wirtschaft

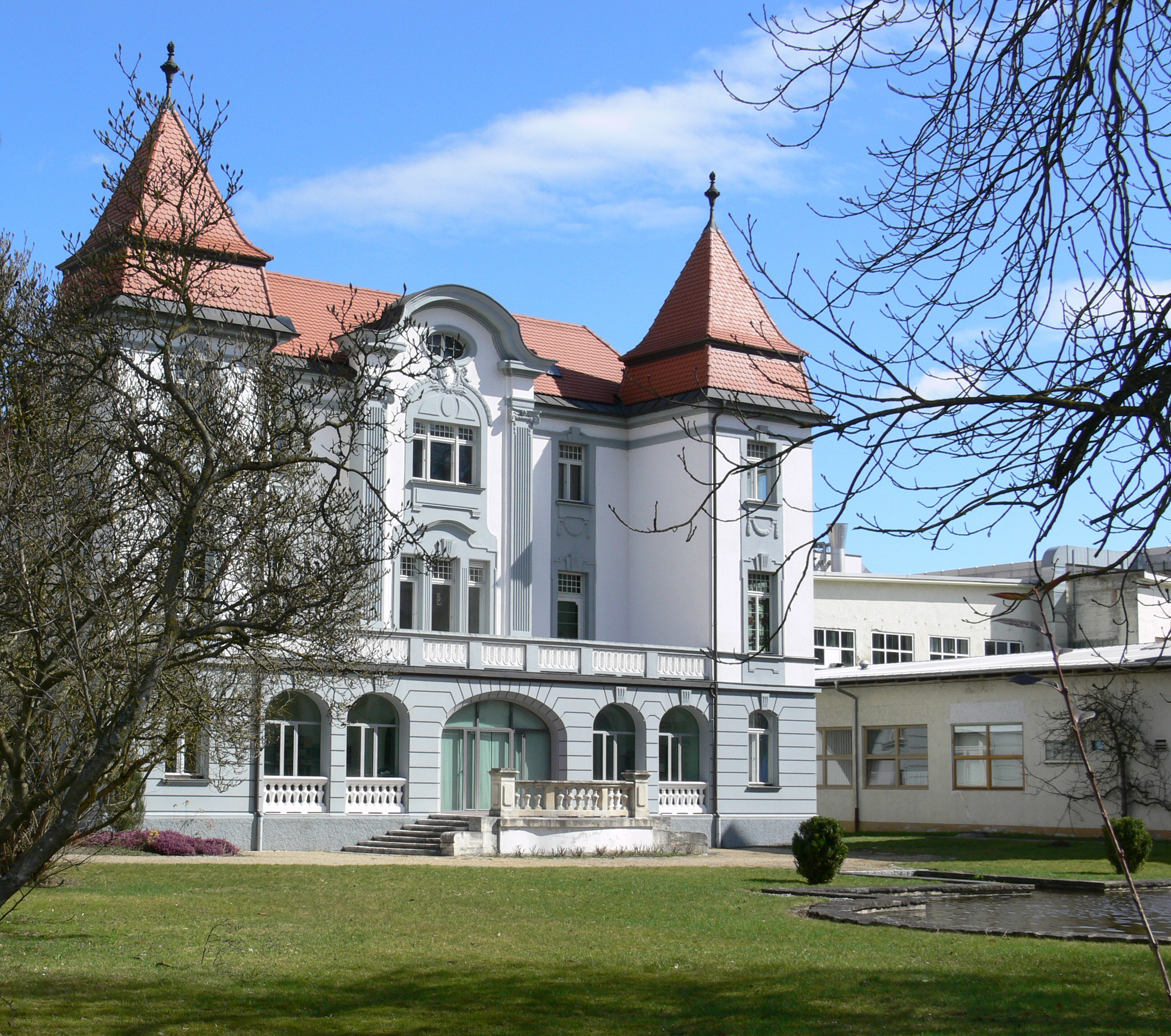
Mochenwangen, Fabrikantenvilla

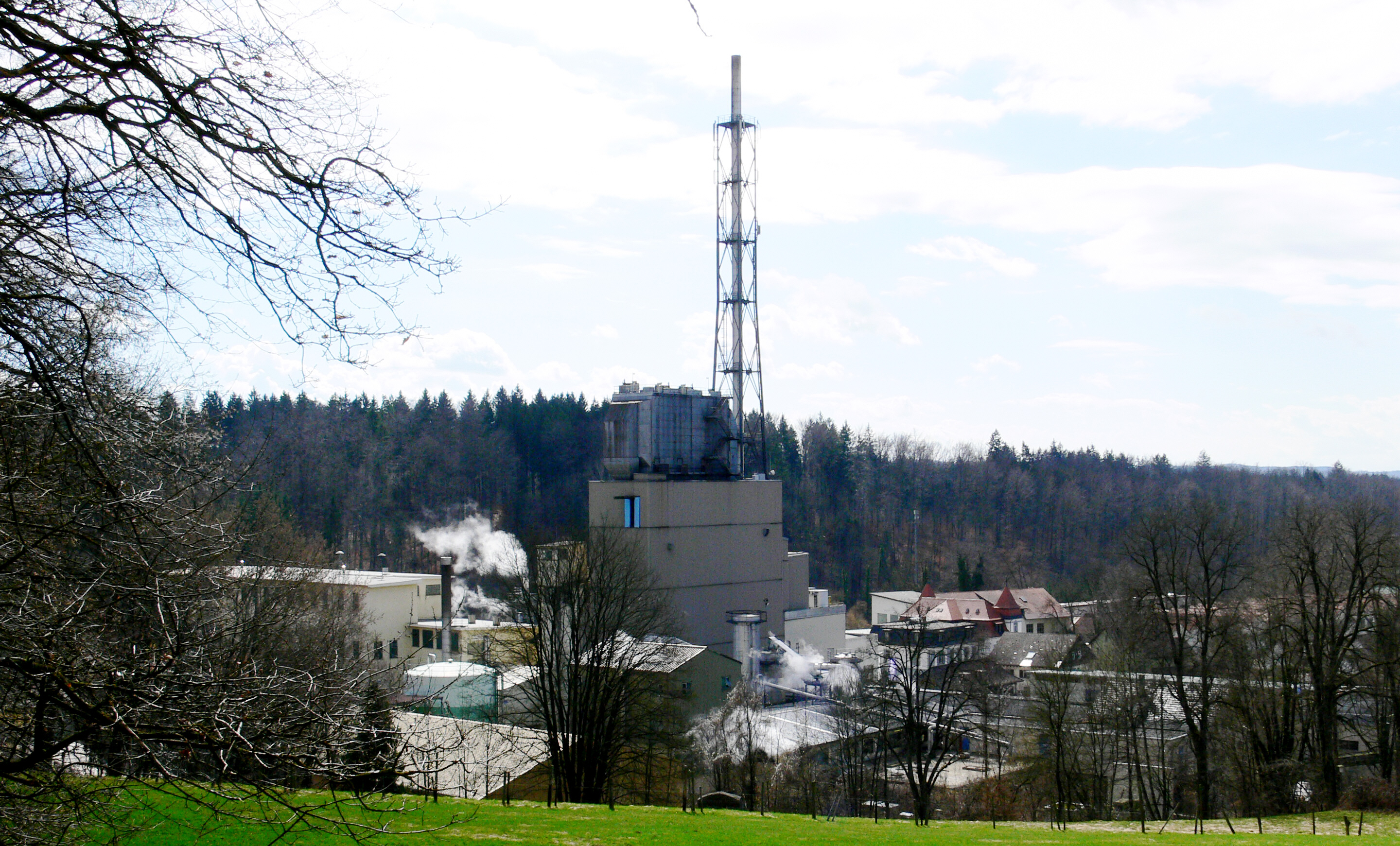
Papierfabrik Mochenwangen

In Mochenwangen ist die 1868 gegründete Papierfabrik Mochenwangen Papier ansässig. Ab 1996 war die Fabrik Teil des finnischen Konzerns Myllykoski Corporation, seit 2002 gehörte sie zur Golzern Holding GmbH, die sie wiederum im Herbst 2008 an das polnische Unternehmen Arctic Paper verkaufte. Auf dem Gelände sollen nunmehr Wohn- und Gewerbegebäude entstehen.
Die Fabrik hatte im Jahr 2015 etwa 190 Mitarbeiter und produziert 95.000 t Papier pro Jahr auf zwei Papiermaschinen. Sie lieferte das Papier für einige Bände der Buchreihe „Harry Potter“. Ende 2015 musste die Papierfabrik jedoch überraschend schließen, nachdem sich Arctic Paper nicht zu einem Verkauf an einen der zahlreichen Interessenten entschließen konnte

### Bildung
Die Gemeinde ist Träger der Eugen-Bolz-Schule in Mochenwangen, einer Grund- und Hauptschule mit Werkrealschule, mit Außenstelle in Wolpertswende. Die Schule hat etwa 200 Schüler (Stand: Schuljahr 2010/2011). Sie ist nach dem württembergischen Staatspräsidenten und Widerstandskämpfer Eugen Bolz benannt.

### Verkehr
Mochenwangen hat eine Ausfahrt (Baindt/Mochenwangen) am vierspurigen Abschnitt der Bundesstraße 30 (Friedrichshafen – Ulm). Die Landesstraße 284 führt von Mochenwangen durch den Mochenwanger Wald nach Aulendorf. Die Ortsteile sind untereinander und mit den Nachbargemeinden durch Kreisstraßen verbunden.
Mochenwangen liegt an der Südbahn Ulm – Friedrichshafen (– Lindau). Der Streckenabschnitt von Ravensburg bis Biberach wurde bereits am 26. Mai 1849 eingeweiht. Der Bahnhof Mochenwangen wurde mit Ablauf des Sommerfahrplans zum 28. Mai 1989 geschlossen; mit Erweiterung der Bodensee-Oberschwaben-Bahn/BOB (Friedrichshafen – Ravensburg) zum 1. Juni 1997 bis zum Bahnhof Aulendorf wurde jedoch ein neuer Haltepunkt nahe dem historischen Mochenwanger Bahnhofsgebäude eröffnet. Eine Buslinie verbindet die Gemeinde mit Ravensburg. Der ÖPNV auf Schiene und Straße wird im Tarifgebiet des Bodensee-Oberschwaben Verkehrsverbunds (bodo) angeboten.

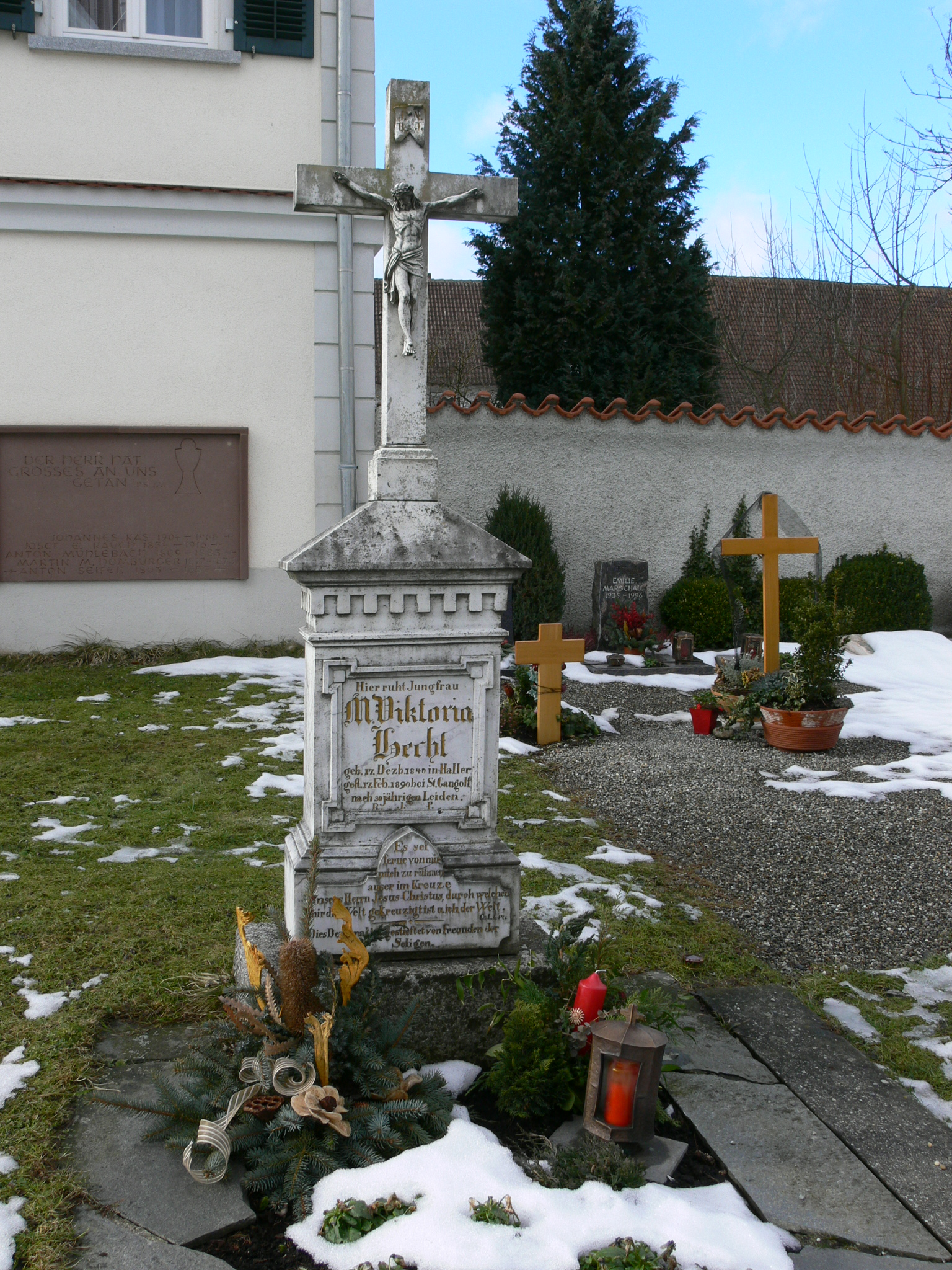
Grabmal der Viktoria Hecht auf dem Friedhof in Wolpertswende

Durch eine Alltagsroute aus dem Radnetz Baden-Württemberg sind Wolpertswende und Mochenwangen über Altshausen mit Bad Saulgau und in der anderen Richtung über Baindt-Schachen, Baienfurt-Rainpadent und Weingarten mit Ravensburg verbunden.

## Persönlichkeiten
- Viktoria Hecht (1840–1890), genannt Viktörle. Sie trug angeblich fünf Jahre lang die Wundmale Jesu.
- Richard Müller († 1896), Fabrikant und Gründer der Papierfabrik Mochenwangen[16][17]
- Ludwig Zimmermann (* 1938), Pädagoge, Kommunalpolitiker und Regionalhistoriker

## Trivia
Der Ortsteil Mochenwangen wird im Text des Schwobarock Songs Ratzariader Schenkelbatscher von Grachmusikoff als Mochawanga erwähnt.